# Diamant queue-de-feu
Espèce
Statut de conservation UICN

 LC  : Préoccupation mineure
Répartition géographique
Le Diamant queue-de-feu (Stagonopleura bella), dit aussi Diamant à queue-de-feu, est une espèce de passereaux placée dans la famille des Estrildidae.

## Description

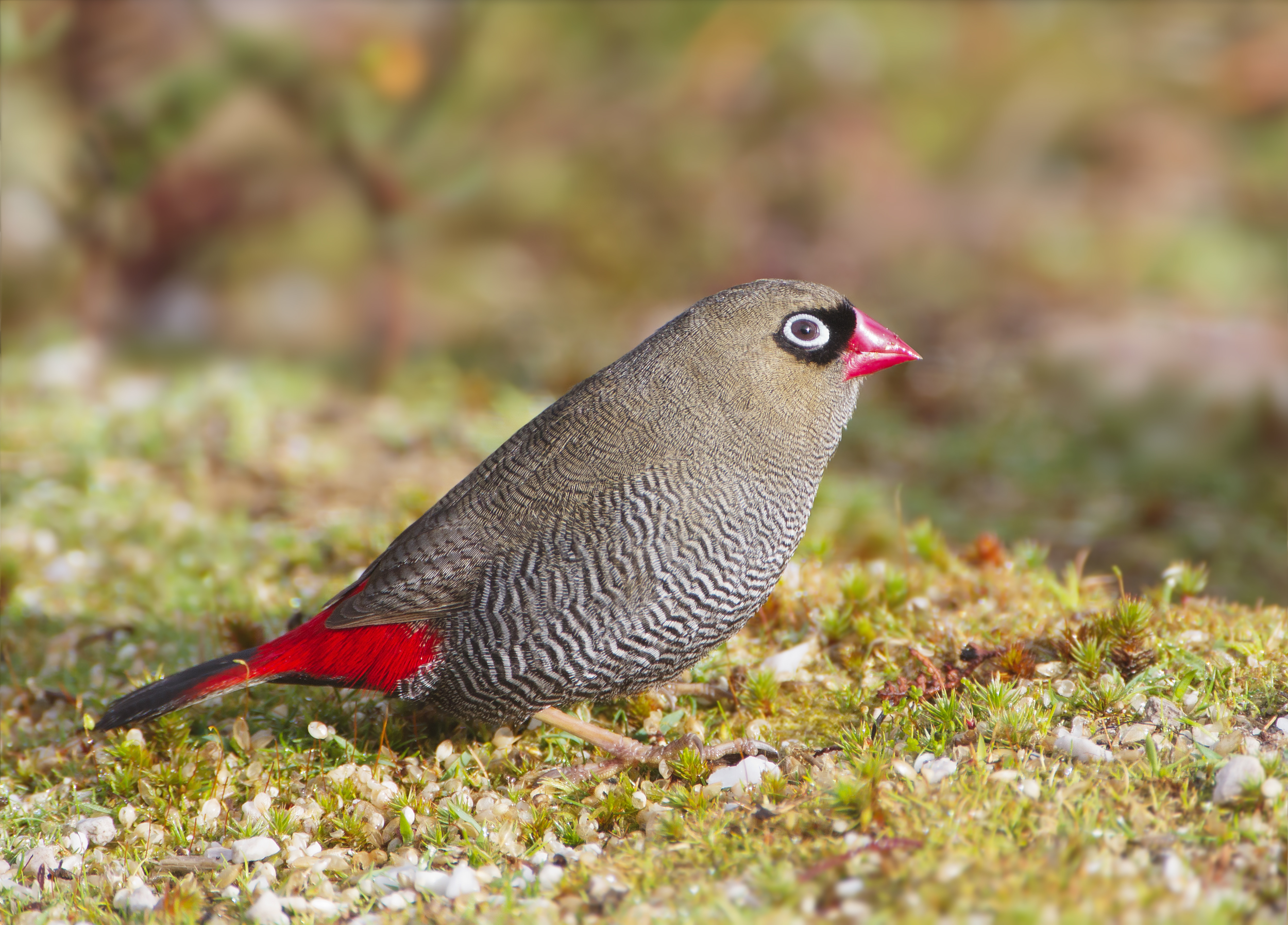
femelle

Long de 10 à 13 cm et pesant 14 g, le Diamant queue-de-feu est un petit oiseau dodu, un peu plus petit que le Diamant à gouttelettes. Son plumage est essentiellement brun-olive. La poitrine blanche porte de fines raies sombres. La tête a un masque noir avec des anneaux de couleur bleu pâle autour des yeux et un gros bec rouge. Son croupion est d'un rouge profond, ses pattes de couleur crème rosé. Les ailes et la queue sont courtes et arrondies. Les juvéniles sont moins colorés avec un masque de visage plus petit et un bec noirâtre. 

## Répartition et habitat
Il est endémique dans le sud-est de l'Australie. Son aire de répartition s'étend de Newcastle à Kangaroo Island, toutefois, l'oiseau est plus abondant en Tasmanie et dans les îles environnantes. Il vit dans les landes côtières, les forêts et les arbustes, jamais loin de l'eau. 
Il est considéré comme un oiseau sédentaire. 

## Comportement
Il se nourrit principalement de graines de graminée, de Casuarina et de Melaleuca. On peut également le trouver dans les landes de Banksia ericifolia dans la région côtière de Nouvelle-Galles du Sud Il complète son alimentation avec de petits insectes et escargots. Les oiseaux se trouvent généralement par deux ou par petits groupes de jusqu'à 20 individus. 

## Reproduction
La saison de reproduction va d'octobre à janvier. Le nid est placé dans le feuillage dense près du sol. Il est fait d'herbe et de petits rameaux, doublé de plumes. Il est en forme de bouteille avec un long tunnel d'accès sur le côté, conduisant à une chambre de nidification sphérique. 
Les deux parents construisent le nid ensemble, la couvée a cinq à huit œufs et dure environ 20 jours. Les parents nourrissent les poussins qui quittent le nid après environ 20 autres jours. Après quatre semaines les poussins sont livrés à eux-mêmes et atteignent leur maturité sexuelle à environ neuf à douze mois. 